# Александър Рода Рода
Александър Рода Рода (на немски: Alexander Roda Roda), с рождено име Шандор Фридрих Розенфелд, е австрийски писател, публицист, актьор и преводач.
Майстор на хумористичната миниатюра, наричан Марк Твен на австрийската литература, известен също като комик и автор на текстове за кабаретната сцена.

## Житейски път

### Ранни години и първи опити
Александър Рода Рода израства в Пуста Сденци (днес Грубишно-Поле, Хърватия), в областта Славония. Родителите му се преместват там скоро след неговото раждане, тъй като бащата – Леополд Розенфелд, който служи дотогава в жандармерията, е назначен в Пуста Сденци за управител на имение. За да не дразни с еврейската си фамилия, семейството започва отначало неофициално, а от 1899 г. и официално да се нарича Рода (на сърбо-хърватски: „щъркел“).
Получил основно образование в Осиек (Славония) и завършил гимназия в Кромержиж и Ухерске Храдище (Моравия), през 1890 г. Рода Рода се записва за студент по право във Виенския университет. Скоро прекъсва следването си и се посвещава на военното поприще. На 1 октомври 1893 г. е зачислен като доброволец в артилерийски корпус в Аграм (Загреб). Заради военната кариера сменя еврейското си вероизповедание и през 1894 г. приема католицизма. Същата година е преместен на служба в Осиек, където възникват неговите „Селски истории от Славония“, написани отчасти в съавторство с три години по-малката му сестра Мари.
Едва издигнат в чин старши лейтенант, след няколко дисциплинарни наказания е изпратен през 1901 г. в запаса. Посвещава усилията си още по-интензивно на литературната дейност. В мюнхенското списание „Симплицисимус“ междувременно са публикувани първите му хумористични разкази. Между 1900 г. и 1906 г. се появяват и първите му книги. Сътрудничи като публицист и автор на забавни истории в няколко виенски издания, между които „Jugend“ и „Muskete“. През 1904 г. отива в Берлин, където бързо печели успех на кабаретната сцена със закачливите си текстове, поднасяни лично от него. Публичните изяви, незаконната му връзка с Елзбет Фрайфрау фон Цепелин и най-вече сатиричните миниатюри за армейските нрави в славната Австро-унгарска империя слагат край на военната му кариера. За накърняване на офицерската чест военното звание му е отнето и Рода Рода е уволнен от армията. От червения хастар на куртката си ушива жилетка, която оттук нататък неизменно носи. Тя става неговата „запазена марка“. Почитателите му започват да го наричат Човекът с червената жилетка.
През 1909 г. във Виена е поставена сатиричната му комедия „Хълмът на пълководеца“, създадена заедно с Карл Рьослер. В нея се изобличават военното тесногръдие и кухата йерархия. Постановката е спряна и пиесата е забранена в Австро-Унгария, но забраната увеличава популярността ѝ. Комедията има огромен успех в Германия, само в Берлин след премиерата ѝ през 1911 г. е играна над хиляда пъти. По-късно е екранизирана (Рода Рода участва като актьор в екранните версии от 1926 и от 1932 г.).

### Контакти, пътешествия, турнета
Между 1911 и 1914 г. Рода Рода поддържа творчески контакт с Густав Майринк и е чест гост в мюнхенския му дом. Заедно с него създава няколко пиеси, между които „Санитарният съветник“ (1912), „Робинята от Родос“ (1913) и „Часовникът“ (1914). За тези непретенциозни комедии писателят шеговито отбелязва в автобиографията си „Блужденията на един хуморист“ (1920), че те се задържали много дълго в театралния репертоар – по два-три часа на вечер, колкото траело представлението на всяка една от тях.
В годините на Първата световна война Рода Рода обикаля като военен кореспондент Балканите, Италия и Испания. Работи за излизащия във Виена вестник „Нойе Фрайе Пресе“, на който сътрудничи още по време на Балканската война (1912 -1913) и в който до 1918 г. помества над 700 публикации (включително „Лов на руснаци“, 1917 и „Сръбски дневници“, 1918). Кореспондент е и на вестник „Пещер Лойд“, издаван в Будапеща на немски език. През 1917 г. пребивава известно време в България. През 1920-те години хумористичните му романи и разкази печелят все по-голямо признание. Пише също сценарии за нямото кино и изпробва таланта си като киноактьор. Завидна популярност печели с литературните турнета и кабаретните си прояви. Пътува до Истанбул, Хелзинки, Брюксел, Прага, Ню Йорк, чете или разказва в клубове своите анекдоти и насмешливи истории. Според свидетелство на негов съвременник, успехът на тези изпълнителски изяви се дължал както на оригиналния хумор, така и на удивителната му непосредственост на сцената. Триумфалното му турне в Ню Йорк е отразено в пътеписа „Една пролет в Америка“ (1924).
Завърнал се в Европа, година по-късно публикува автобиографичната книга „Романът на Рода Рода“, която скоро се превръща в едно от най-успешните му произведения. Между 1926 и 1928 г. живее в Париж, след това – в Берлин. Поддържа контакти с десетки писатели, актьори, режисьори, художници. Сред германските му приятели са Ерих Кестнер, Хайнрих Ман, Курт Тухолски, Егон Ервин Киш.

### Емиграция
През 1933 г., след идването на националсоциализма на власт, е принуден да напусне Берлин заради една своя сатира срещу Хитлер. Изселва се в Грац. Дни преди австрийския аншлус към хитлерова Германия, емигрира в Швейцария – най-напред в Цюрих, след това в Женева. Публикува в емигрантски издания и заедно с Алфред Полгар, Йозеф Рот и Франц Верфел слага подписа си под прокламираната в Париж „Лига за духовна Австрия“. След като Швейцария отказва да му даде разрешение за работа, а кандидатурите му за българско гражданство и за убежище в Швеция са отхвърлени, през ноември 1940 г. Рода Рода избягва през Испания и Португалия в САЩ. Една от сестрите му – Гизела Янушевска, която не успява да емигрира, е депортирана и убита в Терезиенщат.
Опитите му да продължи литературната си дейност като имигрант в една чужда страна остават без успех. Останал на практика без препитание, болен от левкемия, Рода Рода умира на 20 август 1945 г. на 73-годишна възраст в Ню Йорк.

## Творчество
Литературното му наследство се състои от хумористични и сатирични разкази и романи, които по забавен и незлоблив начин осмиват слабости и куриози на Австро-унгарската империя, закостенелости и абсурди, свойствени най-вече на офицерското ѝ тяло. В историите на Рода Рода е уловен светът на една залязваща монархия в края на 19-и и началото на 20 век. Физиономията на този свят е разкрита най-често в кратката форма на хумореската, вица и анекдота. Познавачът на Рода Рода Курт Тухолски го описва в една от рецензиите си като роден хуморист и гениален комик, който разказва непринудено и същевременно много точно, образно и живо. Критиците го наричат Марк Твен на Дунава. Често е сравняван и с автора на „Храбрият войник Швейк“ Ярослав Хашек.

## Рода Рода, България и Балканите
Един от многобройните таланти на Рода Рода са езиците: той е полиглот. Освен немски, владее турски, чешки, сръбски и още няколко южнославянски езика, включително български. В различни издания представя в немски превод редица чужди произведения („Последната глава“, 1919), изявява се като ангажиран посредник на литературата на славянските и балканските народи в немскоезичния свят.
Особена заслуга има към българската литература. През 1917 г., когато като военен кореспондент пребивава в България, получава от Фердинанд специален преводачески ангажимент и година по-късно публикува сборника „Страната на розите“. В него са включени преводите и характеристиките му на именити български писатели от Петко Славейков, Христо Ботев и Алеко Константинов до Елин Пелин, Пейо Яворов и Пенчо Славейков. В предговора си Рода Рода пише, че със сбирката от български творби отворил прозорец – и се надявал, че който надникне в него, ще остане тъй приятно изненадан от гледката на страната на розите, както бил самият той, когато за пръв път ѝ се насладил.

## Произведения

### Разкази, анекдоти, хуморески
- Der Wilde Milan. Eine Geschichte aus Slawonien, 1900 (mit Marie Liebermann)
- Der gemütskranke Husar, 1903
- Soldatengeschichten, II, 1904
- Eines Esels Kinnbacke, 1906
- Adelige Geschichten, 1906
- Von Bienen, Drohnen und Baronen, 1908
- Schummler, Bummler, Rossetummler, Balkangeschichten, 1909
- Die rote Weste, 1945

### Комедии
- Der Feldherrnhügel. Eine Schnurre in drei Akten, 1910 (mit Carl Rössler)
- Majestät Mimi. Operetten-Libretto, mit Felix Dörmann, 1911
- Bubi, 1912 (mit Gustav Meyrink)
- Der Sanitätsrat. Eine Komödie in drei Akten, 1912 (mit Gustav Meyrink)
- Die Uhr. Ein Spiel in zwei Akten, 1912 (mit Gustav Meyrink)

### Романи
- Der Schnaps, der Rauchtabak und die verfluchte Liebe, 1908
- Irrfahrten eines Humoristen, 1920 (Autobiogr.)
- Die sieben Leidenschaften, 1921
- Roda Rodas Roman, 1925 (Autobiogr.)
- Der Knabe mit den 13 Vätern. Ein humoristischer Roman nach B. G. Nusic, 1927
- Die Panduren. Roman einer Leidenschaft, 1935

### Антологии, преводи, пътеписи
- Das Rosenland. Bulgarische Gestalter und Gestalten. Nachdichtungen von Erzählungen und Gedichten aus dem Volksschatz des Landes, Ennoch, Hamburg, 1918. (Nachdruck PIC, Veliko Tarnovo, 1995)
- Das letzte Kapitel, Dem Kroatischen des Sergjan Tucich nacherzählt, 1919
- Morgensonne Morgenland. Schildereien, 1922
- Ein Frühling in Amerika, 1924
- Slavische Seelen. Neuen Dichtern nacherzählt, 1924